# Mirosław Mruk
Mirosław Mruk (ur. 11 lutego 1962 w Starzynie) – polski wioślarz, medalista mistrzostw świata, olimpijczyk z Seulu 1988.

## Kariera sportowa
Zawodnik reprezentujący kluby Stoczniowiec Gdańsk i AZS AWF Warszawa. Wielokrotny mistrz Polski (6) i wicemistrz Polski (12) w dwójce podwójnej i czwórce podwójnej.
Srebrny medalista mistrzostw świata w Nottingham w czwórce podwójnej (partnerami byli: Sławomir Cieślakowski, Andrzej Krzepiński, Waldemar Wojda). Uczestnik mistrzostw świata Kopenhadze (1987), podczas których zajął 5. miejsce w czwórce podwójnej (partnerami byli:Sławomir Cieślakowski, Andrzej Krzepiński, Tomasz Świątek)
W 1987 zdobył złoty medal Uniwersjady w czwórce podwójnej.
Na igrzyskach w Seulu wystartował w czwórce podwójnej (partnerami byli: Sławomir Cieślakowski, Andrzej Krzepiński, Tomasz Świątek). Polska osada zajęła 7. miejsce.